# Người xa lạ
Người xa lạ (nguyên bản tiếng Pháp: L'Étranger, còn được dịch là Kẻ xa lạ, Kẻ ngoại cuộc hay Người dưng) là một tiểu thuyết của Albert Camus được viết vào năm 1942.
Đây là một tác phẩm lạ thường nói về một người đàn ông bình thường, người mà cuối cùng đã bị tống giam vì tội giết người, và ngồi chờ bị hành hình. Trong thời gian đó, ông đã suy nghĩ rất nhiều về cuộc đời của ông cũng như nhìn ra được và ao ước có được một cuộc sống an lành trở lại.
Đây là một trong những tác phẩm đầu tay của Albert Camus, cũng như những học thuyết cơ bản của ông về những điều phi lý và vô lý (tiếng Anh: absurdism).

## Tóm tắt
Meursault là một người thư ký lãnh việc gửi hàng hóa trong tỉnh Algiers thuộc miền Bắc Phi, đã nghe tin bà mẹ của mình qua đời trong một nhà dưỡng lão. Anh chàng này tham dự lễ an táng của mẹ mình nhưng đã không tỏ lộ nỗi đau đớn trước cảnh tang thương, đây là một điều mà xã hội của anh không chấp nhận. Sau đám táng, Meursault trở về tỉnh cũ. 
Hôm sau là ngày thứ bảy, Meursault đi bơi và đã gặp Marie Cardona, một người đàn bà trẻ trước kia đã từng làm việc với anh tại văn phòng. Họ cùng nhau đi coi phim rồi về nhà và làm tình với nhau. Qua chiều hôm sau, Meursault gặp một người hàng xóm tên là Raymond Sintes, anh này mời Meursault đi ăn tối và kể lại rằng người bạn gái Ả Rập của anh ta đã không chung thủy nên muốn trả thù. Sintes nhờ Meursault viết dùm một bức thư để cô này trở lại rồi khi đó mới xỉ vả và đuổi cô ta đi. Meursault đồng ý làm công việc này. 
Vào cuối tuần lễ kế tiếp, Meursault và Marie đi bơi với nhau. Họ trở lại nhà của Meursault và nghe thấy tiếng cãi lộn bên trong căn phòng của Raymond. Một nhóm đông đã tụ họp trước căn phòng này. Meursault không chịu gọi cảnh sát thì một người láng giềng đã làm công việc đó. Khi tới nơi, viên cảnh sát thấy Raymond đã đánh đập người con gái. 
Ngày hôm sau, Meursault, Marie và Raymond cùng bạn là Masson cùng đi trên bờ biển. Trước khi từ biệt ra xe buýt, Raymond đã chỉ cho Meursault thấy hai người Ả Rập đứng gần trạm ngừng xe và một người là anh của người con gái mà Raymond đã bạo hành. 
Một hôm khi đi ra bờ biển và vì ánh sáng quá chói chan, Meursault bèn tìm bóng mát ở phần cuối bờ biển thì bỗng gặp các người Ả Rập đứng bên trong, họ tưởng rằng chàng tới gây hấn, nên đã rút ra một con dao. Vì bị lóa mắt, Meursault đã rút súng ra và bắn chết một người. 
Meursault bị tống giam. Vị luật sư bào chữa do Tòa chỉ định đã cho chàng biết rằng cảnh sát đã nhận biết sự tàn nhẫn khá lớn lao của chàng trong dịp lễ an táng của bà mẹ chàng. Meursault đã ngạc nhiên vì sự việc kể trên không liên quan gì tới vụ giết người và chàng đã cắt nghĩa rằng vào ngày tang lễ, chàng quá mệt mỏi nên không tích cực trong nghi lễ. Vào một ngày hỏi cung khác, vị công tố khuyên chàng nên hối lỗi và trông nhờ vào Thượng đế. Meursault đã từ chối lời khuyên, vì chàng không tin vào Thượng đế và vị công tố cho rằng đây là một tâm hồn chai cứng mà ông chưa từng gặp. 
Maria muốn vào nhà giam thăm chàng, nhưng không được phép bởi vì họ không kết hôn. Lần đầu tiên bị nhốt tù, Meursault cho rằng mình sẽ quen đi và chàng giết thời giờ bằng giấc ngủ và suy nghĩ về quá khứ. 
Khi ra trước Tòa, Meursault rất ngạc nhiên khi thấy có quá đông người quen khi trước và người ta đã mô tả các cách hành xử của chàng trong ngày đám tang của bà mẹ, và chàng bị kết tội về những thứ bên ngoài vụ sát nhân và cũng là một tội phạm trong trái tim (a criminal at heart). Vị công tố cho rằng Meursault thiếu hẳn lòng ăn năn hối lỗi, không những chỉ có tội giết một người Ả Rập.
Sau khi bị kết án, Meursault đã an ủi mình rằng "dù sao, đời cũng không đáng sống" (life isn't worth living anyhow) và mọi người đều phải trực diện với cõi chết. Tại nhà ngục, vị tuyên úy cố công thuyết phục Meursault về "sự công bằng của Thượng đế" và các niềm tin vào kiếp sau. Meursault tìm ra sự phi lý trong các ý tưởng của vị tuyên úy. Sự nổi giận của chàng đối với vị tuyên úy đã làm chàng mất hết mọi hy vọng ở kiếp sau. Chàng Meursault mong rằng vào ngày chịu tử hình, sẽ có một đám đông người tới coi, họ sẽ chào đón chàng bằng các lời hô "thù ghét" (with cries of hatred).

## Ý nghĩa
Người xa lạ đã trình bày ba giai đoạn mà Meursault gặp cảnh phi lý (absurd), tức là sự vô nghĩa của đời sống con người. 

### Vô thức (Unconsciousness)
Vào giai đoạn đầu, Meursault cho rằng đời người thì phi lý. Chàng đã trải qua một cuộc đời thụ động, nhàm chán và tự động (automatic) làm các công việc hàng ngày vừa máy móc, vừa không có hồn (mindless). Chàng đã không quan tâm tới thế giới bên ngoài, bất cần các quy ước xã hội (society's conventions), không có tham vọng, không có niềm tin tôn giáo, không xúc cảm với các người khác, không hiểu rõ ý nghĩa của cuộc đời. Chàng chỉ làm theo các thỏa mãn vật chất: ăn, uống rượu, tình dục, hút thuốc, ngủ, phơi nắng và ngắm cảnh biển. Chung quanh chàng toàn là các điều phi lý: chịu đựng đau khổ, buồn chán, bệnh tật, tuổi già, sự tàn ác, bạo lực và thù ghét. Cuộc đời của chàng không có mục đích.

### Tỉnh thức (Awakening)
Vào giai đoạn thứ hai, Meursault bắt đầu thấy đời người là phi lý và vũ trụ còn chứa đựng nhiều bí ẩn mà con người muốn tìm hiểu. Vụ giết người Ả Rập là một sự kiện phi lý, Meursault không có lý do đặc biệt nào để giết hại người đó và chàng đã hành động do ánh sáng mặt trời khiến cho chàng bị lóa mắt. Trong vụ xử án, chàng thấy rằng mình bị kết tội vì các tính tình, các cách hành xử của mình, mà không phải vì tội phạm (crime), và bởi vì Meursault không tin tưởng vào Thượng đế, tòa án đã dán cho chàng cái nhãn "con quỷ thiếu đạo đức" (a moral monster) và kết tội chết. Như vậy, hành động sát nhân của chàng đã không bị kết án mà chính vì các thái độ và tư tưởng của chàng.

### Nổi loạn (Revolt)
Cuối cùng, Meursault thấy rằng mọi sự việc ở đời đều vô nghĩa (meaningless) và con người chỉ còn một cách chống lại sự phi lý của đời người là nổi loạn. Khi phải nằm trong nhà giam, chàng đã suy nghĩ về ý nghĩa của đời sống, đã thấy các sai trái (falseness) của các quy ước xã hội và chàng cho rằng thứ "kiếp sau" (afterlife) mà vị tuyên úy đề cập, chỉ là một niềm "hy vọng" (a hope) trong khi đời sống và cõi chết, không giống như kiếp sau, là các hiện thực (certainties). Chàng biết rằng mọi sự việc ở đời đều dẫn tới cõi chết (everything leads to death). Vì không còn hy vọng nào, Meursault cho rằng chàng đang có một thứ hạnh phúc và nhận thức rằng chỉ có thứ hạnh phúc dành cho con người, đó là sự đánh giá một cách ý thức (to consciously appreciate) "cái tại nơi đây và cái hiện tại" (the here and now) và phải nổi loạn chống lại cái "phi lý" (the absurd).

### Nghịch lý của Phi lý
Nhiều nhà văn đã đề cập tới sự phi lý (the absurd) và mỗi người diễn tả ý tưởng này thực sự ra sao cùng với tầm quan trọng của nó, chẳng hạn triết gia Kierkegaard đã cắt nghĩa rằng sự phi lý của một số sự thật tôn giáo (religious truths) đã ngăn cản chúng ta tới gần Thượng đế một cách thuần lý, trong khi đó, Jean Paul Sartre nhận thức sự phi lý trong các kinh nghiệm cá nhân (individual experiences).
Albert Camus không phải là người khởi xướng về quan niệm Phi Lý và ông không hài lòng khi nhiều người cho rằng ông là một triết gia về phi lý (a philosopher of the absurd). Để phân biệt Albert Camus với các triết gia phi lý khác, khi nói về sự phi lý của Camus, người ta đề cập tới sự "nghịch lý của phi lý" (the Paradox of the Absurd).
Các tư tưởng đầu tiên của Albert Camus về sự phi lý đã xuất hiện trong tác phẩm "Mặt trái và Mặt phải" (1937) rồi chủ đề này lại được hoàn chỉnh hơn trong tuyển tập thứ hai gồm các bài luận văn: Lễ Cưới (Noces – Nuptials, 1938). Trong các luận văn này, Albert Camus đã không định nghĩa hay cắt nghĩa theo triết học sự phi lý (the Absurd) mà mô tả các kinh nghiệm về phi lý. Năm 1942, tác phẩm "Người xa lạ" kể lại một người sống cuộc đời phi lý, rồi cùng vào năm này, tác phẩm "Huyền thoại của Sisyphus" (The Myth of Sisyphus) là một luận văn về sự phi lý khi chàng Sisyphus bị Thượng đế kết tội suốt đời phải lăn một tảng đá lớn lên dốc. Thượng đế đã không biết rằng tảng đá sẽ lăn trở lại xuống dưới và nếu chàng Sisyphus chỉ làm một nửa công việc, đây sẽ là cách chống lại sự phi lý.
Trong các bài luận văn, Albert Camus đã trình bày lý thuyết nhị nguyên (dualism): sáng và tối, đời sống và cõi chết, hạnh phúc và đau khổ... Chúng ta phải đối diện với sự thật là "hạnh phúc thì mong manh", trong khi chắc chắn rằng chúng ta sẽ chết. Lý thuyết nhị nguyên là một nghịch lý (a paradox). Chúng ta đánh giá cao đời sống và sự hiện hữu, trong khi đó lại biết rõ rằng chúng ta sẽ chết và nếu vậy, các cố gắng của chúng ta sẽ trở thành vô nghĩa (meaningless) và chúng ta không thể sống với nghịch lý sau đây: "đời này rất quan trọng nhưng lại là vô nghĩa". Còn nếu như đời sống không có ý nghĩa và vì thế không có giá trị, liệu chúng ta có nên tự sát không?
Các tác phẩm của Albert Camus đã gây ra các tranh luận công cộng, nhưng ông cũng đề cao các quan niệm như cộng tác (cooperation), hiệp lực (joint effort) và đoàn kết (solidarity).
Jean Paul Sartre có một hệ thống triết học. Albert Camus thì không. Ông không bao giờ viết về ý nghĩa siêu hình của sự tự do (freedom). Ông là một người vô thần (an atheist), thường ác cảm nhưng cũng cởi mới đối với tôn giáo.
Cả hai triết gia Jean Paul Sartre và Albert Camus đều quan tâm tới chính trị, nhưng Jean Paul Sartre đặt chính trị lên trên đạo đức (morals) còn Albert Camus chủ trương trái ngược, và đây là lý do đã có sự rạn nứt giữa hai nhà tư tưởng. Jean Paul Sartre viết trong ấn bản tháng 12 năm 1945 của Tạp chí Paru: "Camus không phải là một nhà hiện sinh (an existentialist), triết học của ông ta là một triết học của sự phi lý", trong khi đó, Albert Camus lại viết trong ấn bản tháng 9 năm 1945 của Tạp chí Chiến đấu (Combat) như sau: "Tôi tin rằng các kết luận của trường phái Hiện sinh thì sai".

## Bản dịch tiếng Việt
Tác phẩm từng được nhiều dịch giả dịch ra tiếng Việt. Một số bản dịch: 
- Người xa lạ, Võ Lang dịch, Nhà xuất bản Thời Mới, 1965.
- Kẻ xa lạ, Dương Kiền và Bùi Ngọc Dung dịch, Nhà xuất bản Ngày Nay, 1965.
- Người xa lạ, Trịnh Khắc Hồng dịch, đăng một phần trên tạp chí Mai.
- Người xa lạ, Tuấn Minh dịch, Nhà xuất bản Sống Mới, 1970.
- Kẻ xa lạ, Lê Thanh Hoàng Dân và Mai Vi Phúc dịch, Nhà xuất bản Trẻ, Sài Gòn, 1973.
- Người dưng, Dương Tường dịch, Nhà xuất bản Văn học, Hà Nội, 1995.
- Kẻ xa lạ, Nguyễn Trần Sâm dịch, Blog Đào Hiếu, 2000.[2]
- Kẻ xa lạ, Nguyễn Văn Dân dịch, Nhà xuất bản Văn hóa, Hà Nội, 2002.
- Người xa lạ, An Nguyễn dịch, Nhà xuất bản Antôn & Đuốc sáng, 2005.
- Người xa lạ, Thanh Thư dịch, Công ty Sách Dân Trí và Nhà xuất bản Hội nhà văn, Hà Nội, 2017.
- Kẻ lạ, Nghi Tề dịch, Nhà xuất bản Vô Danh, Sài Gòn, 2021
- Kẻ ngoại cuộc, Liễu Trương dịch, Công ty Văn hóa & Truyền thông Nhã Nam và Nhà xuất bản Dân trí, Hà Nội, 2021.